# Leandro Fernández de Moratín
Leandro Fernández de Moratín (Madrid, 10 de març de 1760 - París, 21 de juny de 1828) fou un poeta i dramaturg espanyol.

## Biografia
Nascut a Madrid el 10 de març de 1760. Quant tenia quatre anys, la seva àvia va morir, la qual cosa li va amargar el caràcter i el va fer tornar asocial i molt tímid. No va cursar estudis universitaris, i va començar a treballar com oficial en una joieria. Als vint anys es va enamorar de Sabina Conti, una noia de quinze, a la qual van obligar a casar-se per conveniència amb un oncle que li doblava l'edat. Aquesta experiència va obsessionar Moratín, el qual la recrea diverses vegades en la seva obra.
Leandro Fernández de Moratín va ser un home de teatre en el sentit ampli de la paraula. A la seva condició d'autor teatral cal afegir-li molts altres aspectes menys coneguts, però que van ser tan importants per a ell i que li van ocupar de vegades més temps, esforç i dedicació que les seves pròpies obres. Moratín va ser un dels fundadors de la historiografia teatral espanyola. Els seus Orígenes del teatro español, obra que va deixar inèdita i que va ser publicada en 1830-1831 per la Reial Acadèmia de la Història, és un dels primers estudis seriosos i documentats del teatre espanyol anterior a Lope de Vega.
També és molt interessant la «Dissertació» que va incloure com a pròleg a l'edició de les seves obres el 1825, en la qual resumeix, de manera magistral, tot el que va succeir en el teatre espanyol durant el segle xviii. Moratín també va ser un impulsor actiu de la reforma teatral del seu temps. Relacionat amb els cercles del poder que estaven interessats en aquesta reforma i hereu de les idees del seu pare, no va deixar de promoure una renovació de tota l'estructura teatral vigent a l'Espanya de la seva època. La comèdia nova és un dels fites d'aquesta campanya de reforma empresa pels intel·lectuals que es movien al voltant del govern des de l'època del comte d'Aranda.
Una de les seves famoses obres teatrals El sí de las niñas, s'estrena a Madrid el gener del 1806 per la companyia d'Eusebio Ribera sent l'intèrpret principal Maria Ribera (1765-1821).